# Phyllococcus oahuensis
Phyllococcus oahuensis foi uma espécie de insecto da família Pseudococcidae.
Foi endémica dos Estados Unidos da América.